# باگرات گریگوریان
باگرات گریگوریان (انگلیسی: Bagrat Grigorian; ۴ مارس ۱۹۳۹ – ۲۱ سپتامبر ۱۹۹۲) یک نقاش اهل ارمنستان بود.

## زندگی‌نامه
وی در سال ۱۹۳۹ در لنیناکان (گیومری فعلی) به دنیا آمد. از سال ۱۹۵۷ پس از حضور در کالج هنری پانوس تلمرزیان در نزد هنرمندان محلی همچون اچ. آنانیکیان و اس. میرزویان به فعالیت پرداخت. وی در بین سال‌های ۱۹۶۰ تا ۱۹۶۳ در کالج هنری در ایروان حضور یافت و در سال ۱۹۶۷ انستیتو هنرهای زیبا و دراماتیک ایروان مدرک کسب نمود. مهمترین نمایشگاه فردی وی در سال ۱۹۷۱ برگزار شد. نمایشگاه‌های انفرادی وی در اواخر دهه ۱۹۷۰ و اوایل دهه ۱۹۸۰ در پاریس و لس آنجلس برگزار شد منجر به این شد که آثار وی به صورت وسیعی در سرتاسر اروپا، کانادا، روسیه، ایالات متحده و بیروت به نمایش درآید پس از مرگ وی چهل عدد از آثار وی در نگارخانه ملی ارمنستان در ایروان به نمایش گذاشته شد. آثار وی در نگارخانه ملی ارمنستان، موزه هنر مدرن ایروان و نگارخانه ترتیاکوف مسکو نگهداری می‌شود.